# Bou Ismail
Bou Ismail (en àrab: بواسماعيل; en amazic: ⴱⵓⵙⵎⴰⵄⵉⵍ , Busmaεil ) —anomenada pels francesos Castiglione durant la seua colonització- és una ciutat costanera de la wilaya de Tipaza, al nord d'Algèria.

## Geografia
El territori del municipi de Bou Ismail és al nord-est de la wilaya de Tipaza. Bou Ismaïl és a la mar Mediterrània, a uns 25 km a l'est de Tipaza i a uns 35 km  al sud-oest d'Alger.

### Relleu i hidrografia
La ciutat de Bou Ismail s'estén a cavall entre dues planes, una de baixa que s'inclina lleument cap a la mar a una altitud mitjana de 15 m, i una d'alta a quasi 110 m. Totes dues estan unides per un barranc escarpat. Limita a l'oest amb l'Oued Khemisti.

### Pobles del municipi
El 1984, el poble de Bou Ismail es formà a partir d'aquestes localitats: Bou Ismail, Haouch Essaboun, Memiche, Sidi Djaber, i Sidi Slimane.
La ciutat principal n'és Bou Ismail, en conurbació amb Khemisti, i hi ha ciutats secundàries absorbides gradualment per la ciutat, com ara Houch Saboun, El Hamdania i El Amaria.

### Planificació urbana
El poble colonial de Castiglione es va construir al sud de la carretera RN11 al peu de la font de Bou Ismail. No va ser fins a la fi del segle XIX que es creà la ciutat colonial balneària de Castiglione Plage amb un passeig marítim a quasi 500 m del poble original. Els nadius algerians vivien al sud, als contraforts de la plana saheliana. Després de la independència, la ciutat va créixer cap al sud-est de la plana, donant l'esquena a la ciutat colonial francesa.

## Toponímia
El nom d'aquesta ciutat també s'escriu Bousmail o Bou-Ismail ('Pare d'Ismael'). Es diu que aquest és el nom d'un terratinent per al qual treballava Sidi-Ali Embarek de Koléa.
Durant la colonització, els francesos l'anomenaren Castiglione en homenatge a la seua batalla de Castiglione del 1796.

## Història
El centre de colonització de Castiglione el fundaren el 1848 a prop de la font de Bou Ismail. Esdevingué municipi de ple dret el 1854 al departament d'Alger abans de ser annexat al de Kolea el 1858. El municipi es creà el 4 de novembre del 1869 de nou. Després de la independència, els algerians enretiraren els monuments als morts de les guerres mundials. Bou Ismail passà a formar part de la wilaya de Blida el 1974 i després de la de Tipaza des del 1984.

## Demografia
| 1865 | 1884 | 1892  | 1897  | 1902  | 1958  | 1987   | 1998   | 2008   |
| ---- | ---- | ----- | ----- | ----- | ----- | ------ | ------ | ------ |
| 379  | 786  | 1.219 | 1.510 | 1.724 | 7.530 | 21.734 | 28.938 | 41.684 |

Poblacions de les zones urbanes el 1987: Bou Ismail, 21.734 habitants.
Poblacions de les zones urbanes el 1998: Bou Ismail, 26.980 habitants.
Poblacions de les zones urbanes l'any 2008: Bou Ismail, 40.984 habitants (a la conurbació amb Khemisti).

## Economia
Històricament, Bou Ismail vivia de la pesca, l'agricultura i un poc de turisme d'estiu. Durant els darrers anys, alguns grans grups industrials s'han establert a la seua zona industrial, concretament el gegant paperer Tonic, el fabricant de ceràmica Hippocampe i el laboratori farmacèutic Novapharm.

## Ecologia i contaminació
Bou Ismail ha experimentat un llarg període de contaminació marina causada per l'abocament d'aigües residuals domèstiques i industrials (en particular la paperera Tonic i Hippocampe). S'hi va prohibir el bany l'any 2007.
Aquest problema sembla haver-se resolt (?) amb la construcció i posada en marxa, el 2019, d'una planta de tractament d'aigües residuals a l'entrada est de la ciutat; i eradicant els sis punts d'abocament d'aigües residuals a la mar amb la rehabilitació de nou estacions de bombejament que van des de Khemisti fins al nou STEP de Bou Ismail, així com la reparació de canonades de descàrrega i la neteja de sobreeixidors d'aigües pluvials.

## Administració
Bou Ismail té instituts importants, com ara l'Escola Nacional Marítima, successora de l'Institut Superior Marítim, creat el 1974. El Centre Nacional de Recerca i Desenvolupament en Pesca i Aqüicultura, el Centre de Recerca i Desenvolupament de l'Energia Solar, el Centre de Recerca Científica i Tècnica en Anàlisi Fisicoquímica, creat el maig de 1992; i el Centre de Formació del Crèdit Popular d'Algèria.

## Personalitats
- Jean-Pierre Bacri (1951-2021), actor, guionista i dramaturg francés, nascut ací.